# كينيث ميس
كينيث ميس (بالإنجليزية: Kenneth Mees)‏ (و. 1882 – 1960 م) هو فيزيائي من المملكة المتحدة . وكان عضواً في الجمعية الملكية، والأكاديمية الأمريكية للفنون والعلوم .
توفي في هونولولو ، عن عمر يناهز 78 عاماً.

## جوائز
حصل على جوائز منها:
- وسام هنري درابر (1936)
- زمالة الجمعية الملكية.

## روابط خارجية
- كينيث ميس على موقع الموسوعة البريطانية (الإنجليزية)